# Wolfsbach
Wolfsbach est une commune autrichienne du district d'Amstetten en Basse-Autriche.

## Histoire

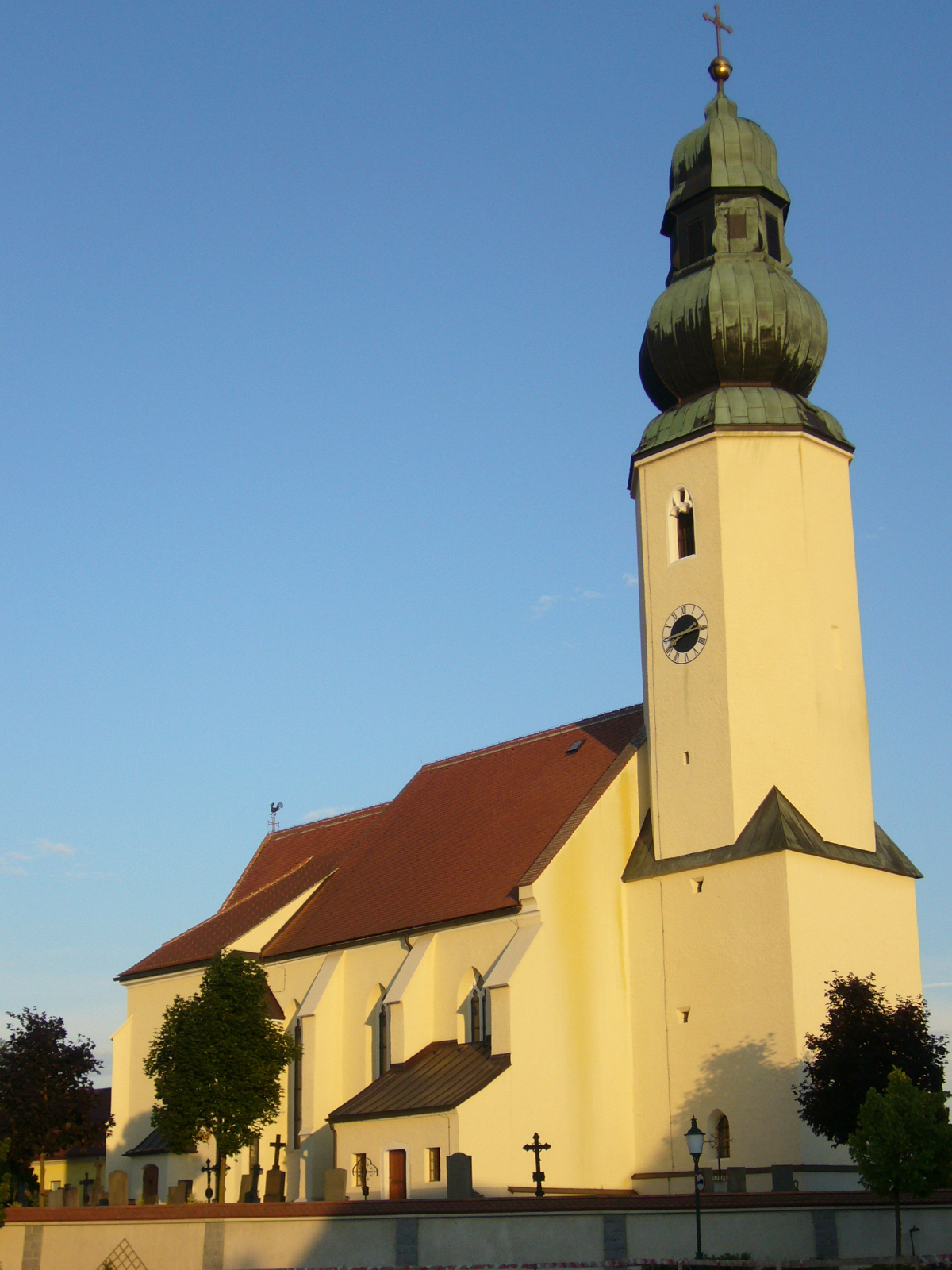
L'église.